# Knut Arild Hareide
Knut Arild Hareide, född 23 november 1972, är en norsk politiker och ämbetsman. Han var partiledare för Kristelig Folkeparti (KrF) från 2011 till 2019.
Hareide var 2004–2005 miljöminister. Han var 2003–2007 andre vice ordförande i sitt parti. 2007–2009 stod han utanför politiken och arbetade som organisationsdirektör i Schibstedkoncernen.
Från 2009 till 2021 satt han i Stortinget, 2009–2013 som ledamot från Akershus och från 2013 som ledamot från Hordaland.
Hareide valdes 2011 till partiledare. Efter den borgerliga valsegern 2013 var KrF stödparti till den Høyre-ledda regeringen Solberg. 2018 tog Hareide ställning för att KrF istället borde söka ett regeringssamarbete med Arbeiderpartiet. Efter en stor debatt i partiet sa KrF nej till detta och valde istället att bli en del av Erna Solbergs regering. Hareide valde därefter att avgå som partiledare, men blev ändå trafikminister i regeringen, vilket han var från januari 2020 till oktober 2021.
Sedan 2022 är Hareide generaldirektör för norska Sjøfartsdirektoratet.